# Алтимат
Алтимат (англ. Ultimate) — це командний неконтактний вид спорту з летючим диском. Гру проводять між двома командами в прямокутному полі із зонами на кінцях. Ціль — передачами провести диск через ігрове поле до зони суперника, де його мусить зловити один з гравців команди.
Відмінна особливість алтимату — відсутність арбітрів та наявність поняття «духу гри».

## Короткі правила

Поле для гри в алтимат

Поле — прямокутне з гольовими зонами (end-zone — як в американському футболі) на кінцях. Розміри центральної частини поля — 65 на 35 метрів, із зонами глибиною по 22 метри, що прилягають до коротших боків поля.
Мета гри — зловити диск у гольовій зоні суперника.
Початок гри — розіграш кожного очка починають з розміщення команд на передніх лініях своїх гольових зон. Команда, яка грає в захисті, вводить диск у напрямку команди, яка грає в нападі. Атаку починають з того місця, де диск упав і зупинився або викотився/вилетів за межі поля.
Рахунок. Команді зараховують очко, коли гравець ловить диск у гольовій зоні суперника (якщо диск падає на землю в гольовій зоні – це втрата). Після цього команди міняються сторонами.  Диск вводить команда, що виграла попереднє очко. Фінали великих змагань тривають, поки одна з команд не набере 21 очко або більше з мінімальним розривом у 2 очки. Такі ігри можуть тривати близько 2 або 3 годин. Інші матчі зазвичай проводять до меншої кількості виграшних очок, або з обмеженням за часом, що зменшує тривалість гри, тим самим, не даючи гравцям занадто втомитися.

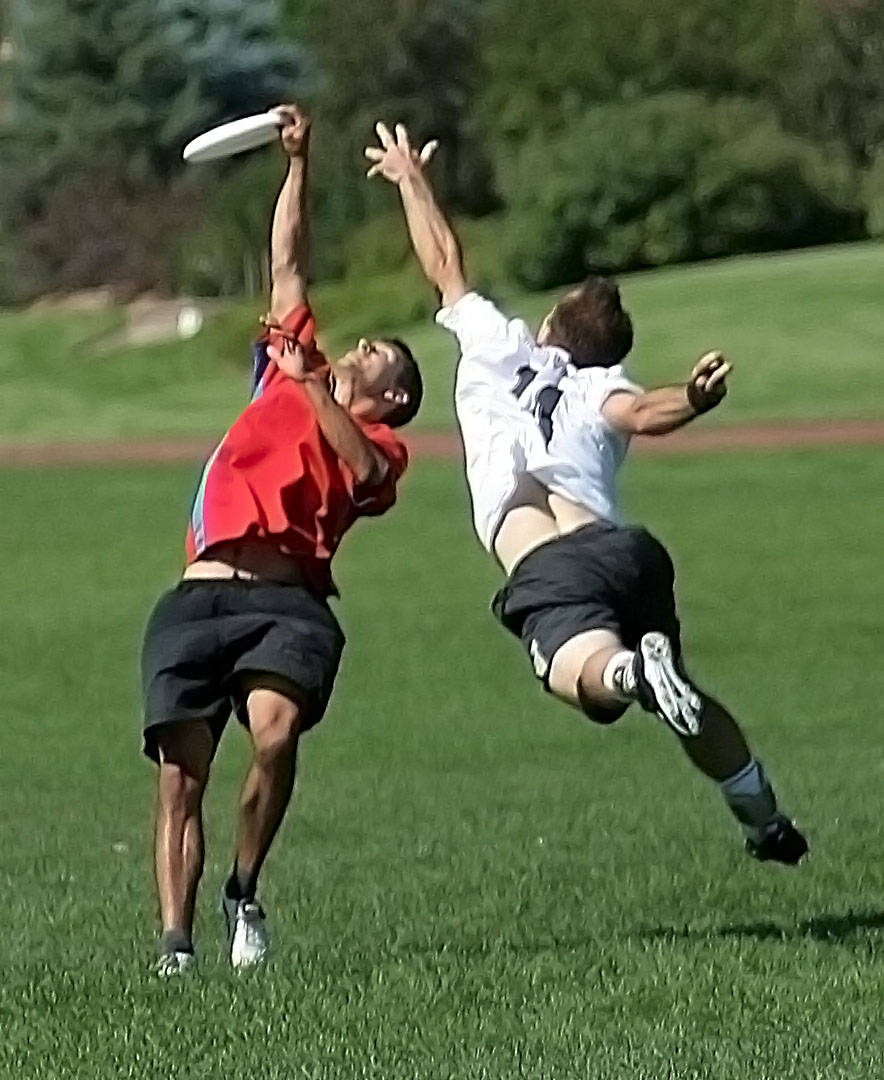
Алтимат

Рух з диском. Диск можна пасувати за допомогою передачі (обов'язково в повітрі) партнерові по команді в будь-якому напрямку. Піймавши диск, гравець повинен якнайшвидше зупинитись, не змінюючи напрямку руху. Дозволено обертатися на місці на одній нозі (як у баскетболі). Захисник, що прикриває гравця, який кидає (marker — «той, що блокує»), рахує від 1 до 10-х з перервою в секунду. Тільки одна людина може прикривати гравця з диском, інші не повинні перебувати ближче за 3 метри від нього. Відстань між гравцем в атаці й захисником не може бути меншою, ніж діаметр диску.
Перехід володіння. Диск переходить до іншої команди, якщо передача не завершилася, тобто диск торкнувся землі через неточну передачу, гравець команди в атаці втратив його, диск опинився за полем, був перехоплений або збитий суперником, а так само, якщо захисник дорахував до 10, а передача не було виконано. У цьому разі команда, яка грає в захисті, отримує диск і переходить у напад.
Фоли. Умисний контакт між гравцями заборонено. Заважати руху гравців так само не можна. Якщо внаслідок порушення стається втрата диска, то гру відновлюють так, наче втрати диска не було. 
Суддівство. Гравці самі відповідають за дотримання правил і меж поля і самі вирішують суперечки. У вирішенні спірної ситуації беруть участь лише ті гравці (зазвичай -  двоє), між якими вона виникла.  Решта гравців не втручається.  Якщо вирішити спірну ситуацію впродовж 30 секунд не вдається, диск повертають гравцеві, який здійснив передачу, і ігрову ситуацію переграють.

## Дух гри
В алтиматі особливе значення надають чесній грі й майстерності. Змагальний дух вітають, але лише тоді, коли це не шкодить взаємоповазі гравців, дотриманню правил або задоволенню від гри. Це й мають на увазі, коли говорять про дух гри (Spirit of Game) — філософії алтимату.

## Алтимат в Україні
В Україну алтимат привезли американські волонтери в 1990-их. До 2007 року в Україні існувала лише одна київська команда Gigolo. З 2007 року почали з'являтись команди в інших містах України. Станом на 2012 рік в Україні налічують 12 команд. Щороку проводять 3 офіційні турніри: На газоні(Grass), у залі(Indoor) та на піску(Beach). Проведенням турнірів з алтимату опікується Українська федерація літаючих дисків.

## Успіхи українських команд за кордоном
- Українська чоловіча збірна посіла 4 місце на чемпіонаті Європи 2013 з пляжного алтимату [Архівовано 13 червня 2013 у Wayback Machine.] в Calafell, Іспанія
- Українська чоловіча команда Gigolo посіла 8 місце на пляжному чемпіонаті Paganello-2013 [Архівовано 22 червня 2013 у Wayback Machine.] в Rimini, Італія
- Українська чоловіча команда Nova посіла 3 місце на пляжному чемпіонаті Amber Thunder 2018 в Кьонігсбергу, Німеччина.
- Українська чоловіча команда Nova посіла 1 місце на Bibione Beach Challenge 2018 [Архівовано 31 березня 2022 у Wayback Machine.] в Bibione, Італія